# Нижарадзе, Семён Георгиевич
Семён Георгиевич Нижарадзе (9 октября 1947 года — 29 января 2020 года) — российский дизайнер, академик Российской академии художеств (2012).

## Биография
Родился 9 октября 1947 года.
В 2012 году — были избран академиком Российской академии художеств от Отделения дизайна.
Семён Георгиевич Нижарадзе умер 29 января 2020 года.

## Творческая деятельность
Член Творческого союза художников России, член Международной общественной организации «Московский Международный Фонд содействия ЮНЕСКО».
Участвовал в создании и возведении уникальных памятников монументального искусства: монумент «Счастье детям всего мира» (США, г. Брокпорт), монумент «Дружба навеки» (Москва), монумент «Добро побеждает зло» (США, Нью-Йорк), принимал участие в создании мемориального комплекса на Поклонной горе (Москва), в процессе строительства торгово-рекреационного комплекса на Манежной площади.
На протяжении многих лет руководил художественно-производственным комбинатом и комбинатом монументального и декоративно-прикладного искусства Министерства Грузинской ССР.
Организовал научно-техническую мастерскую вяжущих материалов, которая внесла огромный вклад в деятельность по воссозданию Храма Христа Спасителя.